# Sopio Somchiszwili
Sopio Somchiszwili (gruz. სოფიო სომხიშვილი; ur. 17 marca 2000) – gruzińska judoczka. Olimpijka z Paryża 2024, gdzie zajęła dziewiąte miejsce w wadze ciężkiej.
Uczestniczka mistrzostw świata w 2021, 2022, 2023, 2024 i 2025, a także zdobyła trzy medale w drużynie. Startowała w Pucharze Świata w 2018, 2019 i 2022. Zdobyła trzy medale mistrzostw Europy w drużynie. Pierwsza na igrzyskach europejskich w 2023 w drużynie. Trzecia na Uniwersjadzie w 2025. Druga na MŚ kadetek w 2017 roku.

## Letnie Igrzyska Olimpijskie 2024
| Konkurencja | Eliminacje          | Eliminacje           | Klas. końcowa |
| Konkurencja | Przeciwnik I        | Przeciwnik II        | Miejsce       |
| ----------- | ------------------- | -------------------- | ------------- |
| +78 kg      | Renée Lucht (GER) Z | Romane Dicko (FRA) P | 9.            |